# Loulou Boulaz
Louise Boulaz, dite Loulou Boulaz, née à Avenches le 6 février 1908 et morte à Genève le 13 juin 1991, est une alpiniste suisse. 

## Biographie
Louise Boulaz est née à Avenches le 6 février 1908. Représentante marquante de l'alpinisme féminin, elle a été devancée de peu dans la réalisation de la première ascension des Grandes Jorasses. Elle est aussi connue pour avoir fait une tentative très poussée, mais qui échoue à cause du mauvais temps, dans la face Nord de l'Eiger, ce qui était sujet à polémique, d'une part par le fait que c'était une femme, d'autre part par le fait que la face résistait à toute autre tentative et était réputée insurmontable, faisant partie des trois grands problèmes d'alpinisme demeurant dans les Alpes. 
Elle participe également à une expédition entièrement féminine au Cho Oyu à laquelle participe Claude Kogan et à une autre dans le Caucase.
Loulou Boulaz a été membre de l'équipe nationale suisse de ski en 1936 et 1937, et elle a obtenu la 4e place du slalom des championnats du monde de Chamonix en 1937.
Elle gagna la descente en 2 min 32 s lors du concours internationale de Morzine de 1938 organisée par le Ski Club alpin de Paris, devant la Suissesse Denise Moynier (3 min 40 s) et la Française Denise Best (3 min 45 s). Elle était également la première pour le slalom en 1 min 23 s. 
Loulou Boulaz était membre honoraire de la section genevoise du club alpin suisse bien avant que les membres féminines ne soient admises, et elle était aussi membre honoraire du Ladies' Alpine Club ainsi que de l'Alpine Club britannique.

## Ascensions
- 1933 - première ascension féminine de la face sud-ouest de la dent du Géant[1]
- 1935 - deuxième ascension de l'éperon Croz sur la face nord des Grandes Jorasses[1], en compagnie de Raymond Lambert
- 1936 - Deuxième ascension de la face nord du Grand Dru (3 754 m, point culminant des Drus)
- 1938 - première ascension de la face est du Bec d'oiseau (aiguilles de Chamonix)[1]
- 1949 - troisième ascension et première ascension féminine de la voie de la Poire (versant italien du mont Blanc)[1]
- 1952 - première ascsension féminine de l'éperon Walker sur la face nord des Grandes Jorasses[1]
- 1960 : première féminine de la Cima Grande[1]

## Hommage et postérité

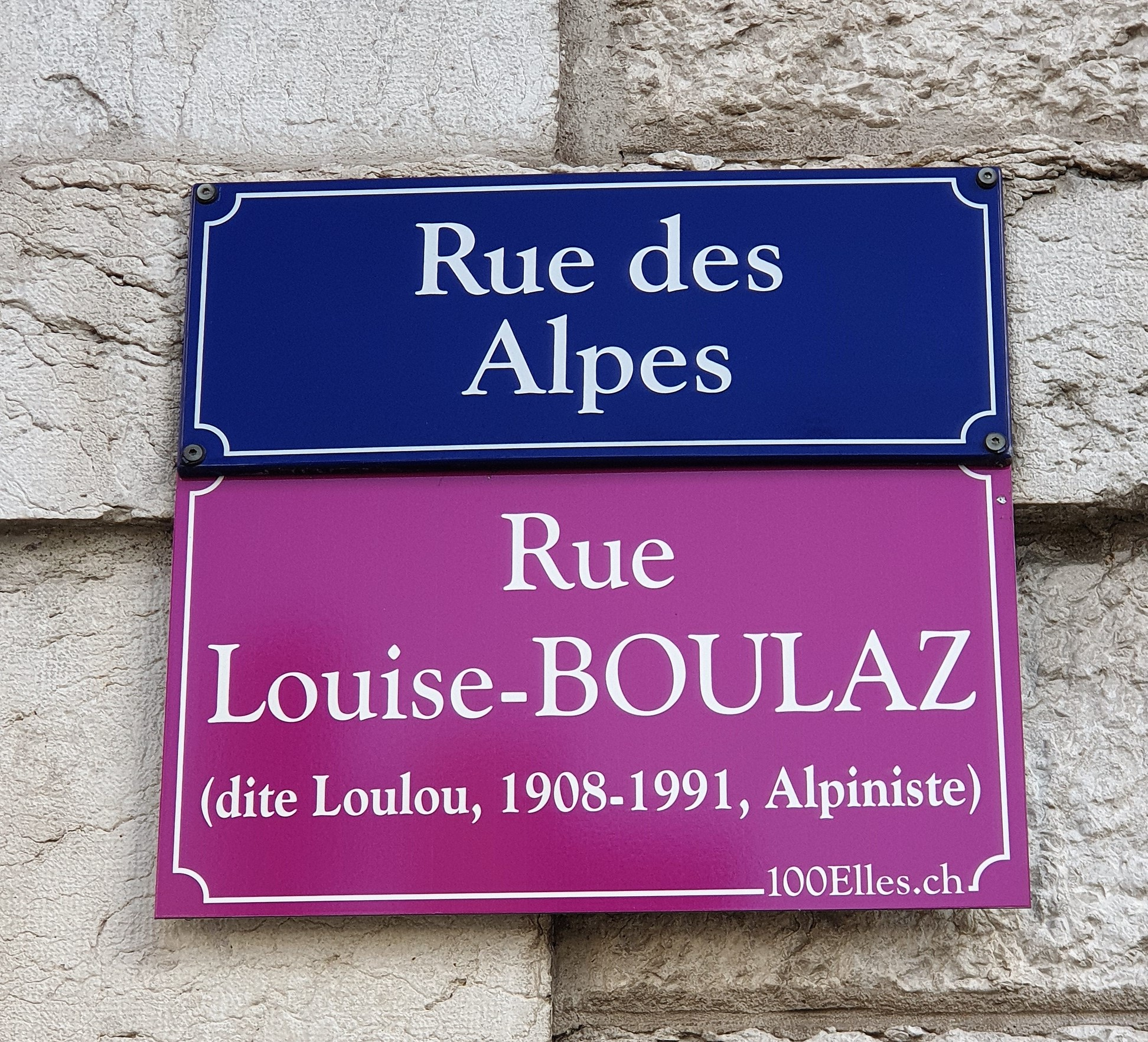
Plaque de rue - Louise Boulaz - Rue des Alpes - Projet 100elles à Genève en 2019.

En 2019 à Genève l'association l'Escouade dans le cadre du projet 100Elles* renomme temporairement une rue à son nom,,,.